# Elizabeth Tabish
Elizabeth Tabish (Austin, Texas, 26 de mayo de 1985) es una actriz y cineasta estadounidense conocida por su papel en María Magdalena en la serie histórica The Chosen (2019).

## Biografía
Tabish completó su licenciatura y maestría en la Universidad Estatal de Oklahoma y luego se mudó a Austin, Texas, donde apareció en comerciales, películas independientes y películas para televisión. También ha realizado sus propios proyectos cinematográficos y es cofundadora del Arthouse Film Festival. Tabish se hizo conocida por un público internacional más amplio a través de su interpretación de María Magdalena en la serie The Chosen.
Esta casada con el actor estadounidense Stan Mayer.